# 박흥신
박흥신(朴興信, 1954년 2월 16일 ~ )은 대한민국의 외교공무원이다. 전라북도 전주에서 출생한 그는 외교통상부 문화외교국장, 주핀란드대사를 역임하였으며 주프랑스대사로 재직하였다.

## 학력
- 전주고등학교 졸업
- 서울대학교 외교학과 학사(1976년)
- 프랑스 국립 ENA 행정대학원 행정학 석사 수료

## 주요경력
- 한-영국·영연방 의회외교포럼 자문위원
- 외규장각 도서 반환 협상대표
- 2009.09.09 ~ 2012.09.12 프랑스 대한민국 대사관 대사
- 2008.06 외교통상부 전라북도 국제관계자문대사
- 2005.05 주핀란드대사관 대사
- 2003.03 외교통상부 문화외교국장
- 2000.01 주캐나다대사관 공사
- 1995.06 주케냐대사관 참사관
- 1990.01 주미국대사관 1등 서기관
- 1987.06 주모리타니아대사관 1등 서기관
- 1977.03 외교통상부 입부
- 1976. 제10회 외무고시 합격

## 주요포상
- 2012.09.13 프랑스 공로훈장 그랑 오피시에(Grand Officier de l'Ordre national du Merite)
- 2011.09.04 황조근정훈장 (외규장각 의궤 환수 유공)